# Топки
Топки́ (рос. Топки) — місто, центр Топкинського округу Кемеровської області, Росія. Місто з 1933 року, тринадцяте за чисельністю населення та шістнадцяте за площею місто в Кемеровській області. Входить до складу другої за величиною в області Кемеровської агломерації.

## Географія

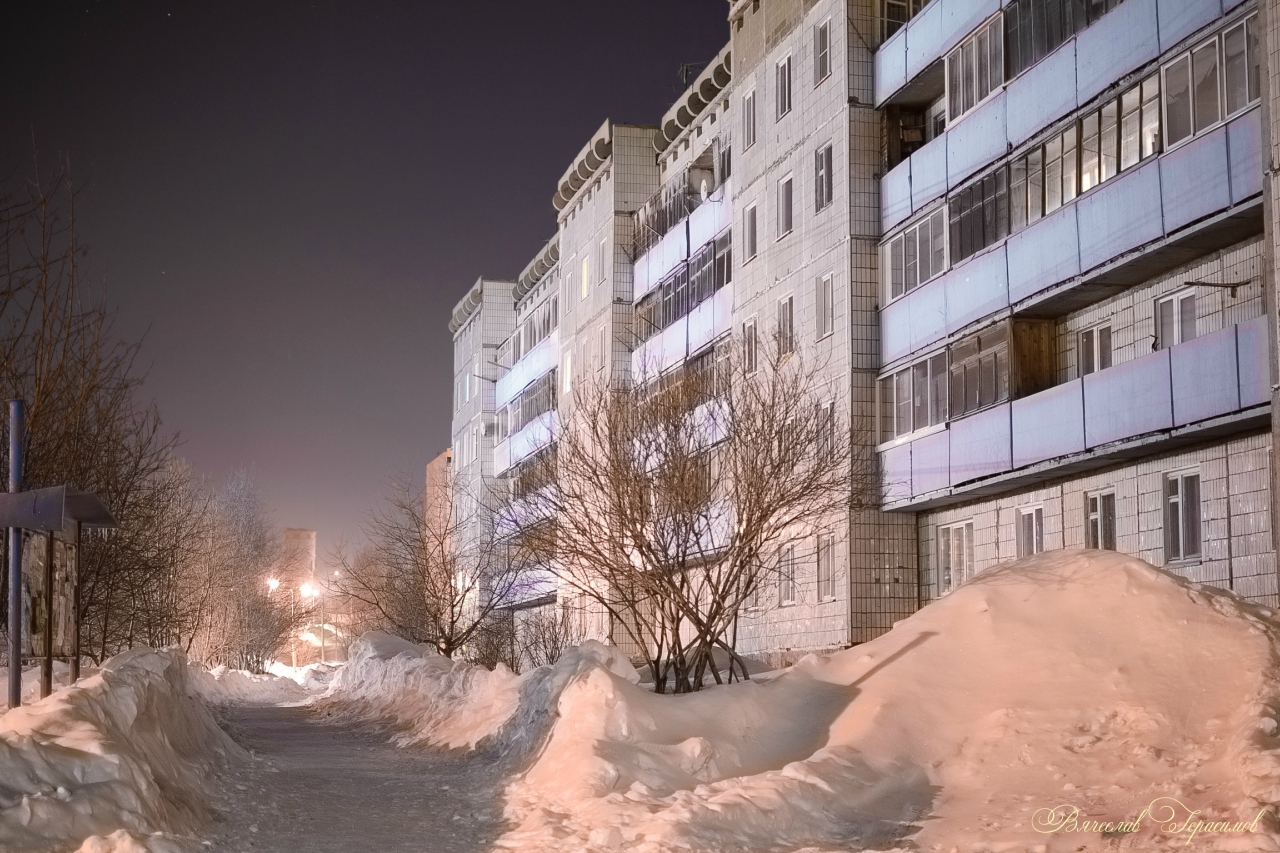
Нічний мікрорайнон «Сонячний»

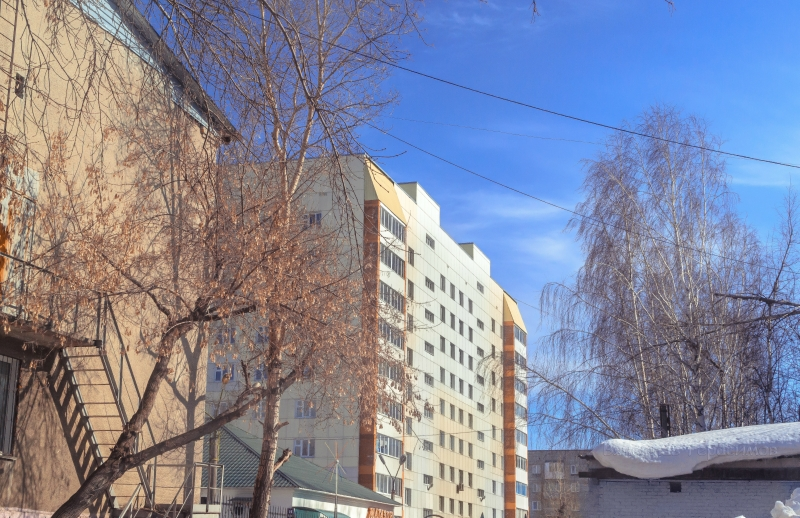
Будинок на вулиці Луначарського

Топки розташовані в центральній частині Кемеровської області за 32 км на північний захід від міста Кемерово. Відхилення від московського часу — чотири години.
У місті 2 мікрорайони: Червона гірка і Сонячний, розділені між собою вулицею Чехова.
Площа території — 51,7 км². Протяжність із заходу на схід — 6,5 км; з півночі на південь — 4,5 км. Загальна площа всіх земель в межах міської межі складає 5,7 га. Зручні і родючі землі придатні для занять городництвом. Вапняки у багатьох місцях підходять близько до поверхні землі, а в районі заводу «Сибтензоприбор» виходять на поверхню. При проходці свердловин в районі проммайданчику цементного заводу на глибині 40-50 м є третинні глини з потужністю шарів 5-10 м. За 4 км на північ від станції Топки розташоване родовище суглинків, цінна сировина для будівельної цегли. Потужність суглинку — від 5,4 до 10,9 м. Всього розвіданих запасів — 1 311 тисяч м³. За 7 км на північний захід від станції Топки розташоване Соломинське родовище вапняків, запаси якого становлять 90 мільйонів тонн. На базі цього родовища працює цементний завод.
Рельєф міста і його околиць являє собою пологоувалисту рівнину, що поступово піднімається на південний схід. У ряді місць прорізана незначними балками і ярами. Зі східної частини міста місцевість піднімається до 300—310 метрів над рівнем моря. В міру просування на захід висота знижується до 250—230 метрів. В околицях міста, в північно-східному напрямку, витягнуті піднесення (10-12 м) чи гриви, іноді вони бувають у вигляді широких і довгих до декількох кілометрів з пологими схилами підвищень. На захід від міста в зниженнях рельєфу розташовані заболочені площі, з яких бере свій початок струмок Боєць. На південний схід від міста розташована глибока балка, по дну якої протікає невелика річка Черемшанка.
Клімат — різко-континентальний, з великими перепадами температур взимку і влітку. Зима сніжна, вітряна, температура доходить до 40 градусів нижче нуля, влітку — до 35 і вище.

## Історія
Історичне походження міста йде від станції Топки, яка заснована в жовтні 1914 року в період будівництва Кольчугинської залізниці. Під селище біля станції було нарізано ділянку і відведено місце під площу, де зараз міський парк. У ближніх селах було оголошено, що продаються земельні ділянки під садиби. Нове місце стало швидко обживатися. У 1916 році у новому селищі налічувалося понад 300 дворів. У цьому ж році в експлуатацію здано депо, побудовано вокзал. Незабаром по дорозі Топки-Щеглово (Кемерово) було відкрито пасажирський рух. У другій половині січня 1917 року в депо були надіслані перші 23 паротяга серії «Ы» з Коломенського заводу. Паровозні бригади з Юрги були переведені в Топки.
На відстані в 1 і 3 км від станції розташовувалися хутори — Вербівка, Єгор'євський і Петровський (Черемшанка) Топкинської сільської ради (центр — село Топки) з населенням понад тисячу осіб. Після зростання сільради населені пункти Вербівка і Єгор'євський відійшли до станції Топки. До 1926 року в Топках вже проживало понад 5 тисяч жителів, працювала селищна рада. Постановою ВЦВК 7 січня 1929 року населений пункт станція Топки був віднесений до категорії робітничих селищ. Постановою ВЦВК від 2 березня 1932 року до меж селища Топки було включено селище Петровський (наразі це вулиця Петровського).
Напередодні того, як робітниче селище отримало статус міста, про станцію Топки почули далеко за її межами. 1931 року колективу депо у Всесоюзному змаганні було присуджено звання «Найкраще депо СРСР», а досвід роботи депо здобуло популярність по всій мережі доріг. У 1930-ті роки в депо побували понад 100 бригад з різних підприємств, вони вивчали досвід топкинців в організованих школах, очолюваних професором з Томська М. І. Карташовим. У першому конкурсі спарених бригад диплом «Найкращий машиніст СРСР» було видано машиністу С. В. Салікову, ще 12-ти топкинцям були присуджені перші місця з врученням нагород. У травні 1932 року колективу депо було вручено перший приз — прапор німецьких робітників, виготовлений в колективі залізничних майстерень м. Кірхмезера, доставлений в СРСР делегацією німецьких робітників. 1933 року за перемогу в 3-му конкурсі колективу депо вручена мармурова плита «За великий Кузбас», а також прапори НКШС і газети «Правда». 10 квітня 1933 року вийшла Постанова ВЦВК СРСР про перетворення робочого селища Топки в місто районного підпорядкування. На той період в селищі проживало 12 212 мешканців. Високий статус зумовив подальший ріст міста Топки за рахунок розвитку основних промислових підприємств на залізничному вузлі і в обслуговуючих галузях виробництва, неухильно зростало міське населення. Так, на 1 січня 1939 року в місті Топки вже проживало 22735 осіб.

## Населення
Населення — 28641 особа (2010; 31004 у 2002).

## Господарство

### Промисловість
Місто Топки — це велика вузлова станція, через неї йдуть вантажі на схід в сторону міста Кемерово, на південь в бік міста Новокузнецьк, на північ в сторону Транссибірської магістралі. Через залізничну станцію Топки проходить 12 поїздів, в тому числі пасажирських — 6, приміських — 6. Щодоби проходять сотні пасажирських і товарних поїздів, що перевозять метал, вугілля, будівельні матеріали, товари народного споживання тощо.

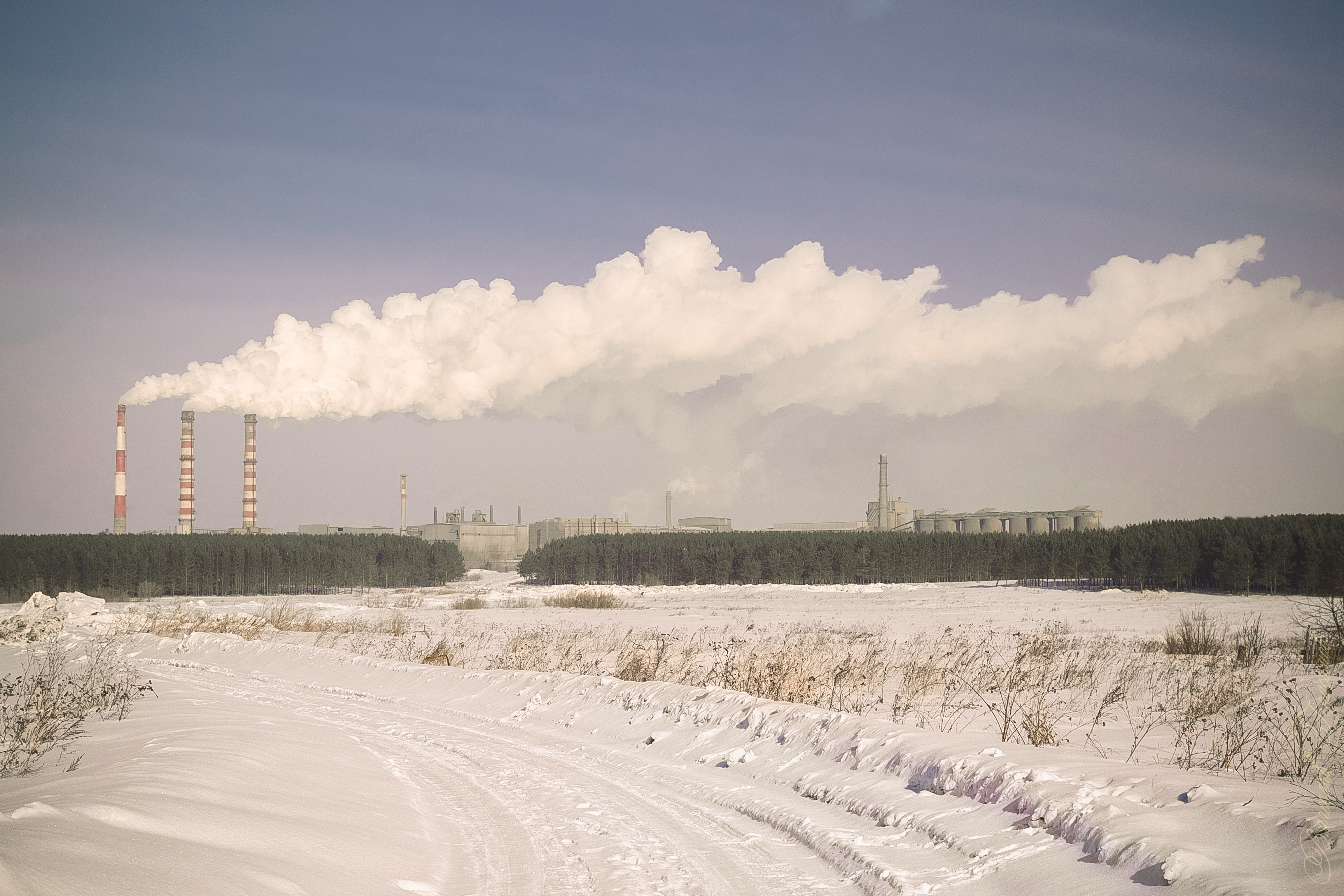
Труби топкинського цемзаводу

Містоутворюючим підприємством міста є ТОВ «Топкинський цемент», з продуктивністю в рік близько 3 мільйонів тонн цементу. Початок будівництва заводу — 1953 рік. Цемент став видавати з 1966 року, цей рік є роком народження Топкинського цемзаводу. Завод перетворив поселення в справжнє місто — побудовано БК цементників, ДТДіМ, технікум, житлові мікрорайони, школи, дитячі садки та інші об'єкти. В Топках розпочато ефективне формування сучасної інфраструктури торгівлі та послуг.
У місті Топки знаходиться виробничий комплекс компанії ТОВ «Подорожник» (мережа швидкого харчування, що працює в ряді сибірських регіонів).
Розвивається мережевий метод організації торгівлі. Продовольчий сегмент ринку розширюється за рахунок відкриття торгових комплексів, розташованих в радіусі території пішохідної доступності населення і торгують широким асортиментом продовольчих товарів, орієнтованих на покупців із середнім достатком (магазини «Чайка», «Марія-Ра», «Поляна»). Отримують розвиток торгові комплекси, в яких під одним дахом розміщуються офісні приміщення, розважальні центри, об'єкти торгівлі, громадського харчування та сфери послуг.

### Транспорт
Міжміські рейси забезпечують служби залізничного та автовокзалу, внутрішньоміські пасажироперевезення здійснюються 6 автобусними маршрутами.

### Соціальна сфера
У місті діяла філія Кемеровського коледжу будівництва та експлуатації будівель і інженерних споруд, 1 установа початкової професійної освіти (підготовка кадрів для сільського господарства, залізничного транспорту, торгівлі та громадського харчування, сфери обслуговування), 8 державних денних загальноосвітніх шкіл і одна вечірня. 2013 року будівлю було зайнято під адміністрацію району.
Основу культурного потенціалу міста становлять історичний музей, 2 бібліотеки з книжковим фондом 32 тис. примірників, 2 установи культурно-дозвіллєвого типу. На розвиток творчих здібностей дітей та підлітків спрямована діяльність школи мистецтв та художньої школи. Діють установи додаткової освіти дітей: Будинок творчості, дитячо-юнацький клуб фізичної підготовки, недержавні школи іноземних мов.
У місті налічується 43 клубних формувань. Функціонують 26 спортивних споруд, серед яких стадіон, плавальний басейн, 6 спортивних залів.
З санаторно-оздоровчих та відпочинкових закладів діє санаторій-профілакторій «Кристал».
У місті є туристична база «Лісова», біля якої розташовується ставок (на топкинському сленґу «міський ставок»), де влітку топкинці відпочивають (є пляж) і проводять різноманітні спортивні заходи. Взимку «лісова» база стає «лижною».
На території міста Топки діють Нікольський Храм і Храм Сергія Радонезького, розрахований на 400 парафіян.

### Освіта
- Недержавна школа іноземних мов «ДІАЛОГ» (школа додаткової освіти) — з 2001 року.
- Недержавна школа іноземних мов «Юніклас».
- Муніципальна Бюджетна Загальноосвітня Установа «ЗОШ № 1»
- Муніципальна Бюджетна Загальноосвітня Установа «ЗОШ № 2»
- Муніципальна Бюджетна Загальноосвітня Установа «ЗОШ № 4»
- Муніципальна Бюджетна Загальноосвітня Установа «ЗОШ № 6»
- Муніципальна Бюджетна Загальноосвітня Установа «ЗОШ № 8»
- Муніципальна Бюджетна Загальноосвітня Установа «ЗОШ № 9»
- Топкинський технічний технікум

### Радіо
- 102,3 Маяк (радіостанція)
- 65,93 КузбассFM (радіостанція)

### Визначні пам'ятки
- Меморіал слави «Російська пієта» воїнам-топкинцям
- Залізничний вокзал (рік побудови — 1914)

Місто має одну центральну площу біля залізничного вокзалу — Комсомольську. Раніше вулиці мали з одного боку дерев'яні тротуари, під якими влаштовані канави для стоку води (це вулиці Привокзальна, Вокзальна, Революції, Пролетарська). Тепер з вулиць зникли тротуари, чимало вулиць забетоновані, обсипані гравієм, місто стало чистішим, болотистий ґрунт відступив. Всього в місті 82 вулиці.